# Astroloma
Astroloma je rod australských rostlin z čeledi vřesovcovité, zahrnující asi 20 druhů.
Nejvíce z nich jsou endemity Západní Austrálie, ale několik druhů najdeme i na Novém Jižním Walesu, Viktorii, na ostrově Tasmánie a v Jižní Austrálii.

## Druhy zahrnují
- Astroloma baxteri A.Cunn. ex DC.
- Astroloma cataphractum A.J.G.Wilson MS
- Astroloma ciliatum (Lindl.) Druce
- Astroloma compactum R.Br.
- Astroloma conostephioides (Sond.) F.Muell. ex Benth.
- Astroloma drummondii Sond.
- Astroloma epacridis (DC.) Druce
- Astroloma foliosum Sond.
- Astroloma glaucescens Sond.
- Astroloma humifusum (Cav.) R.Br.
- Astroloma macrocalyx Sond.
- Astroloma microcalyx Sond.
- Astroloma microdonta Benth.
- Astroloma microphyllum Stschegl.
- Astroloma pallidum R.Br.
- Astroloma pedicellatum A.J.G.Wilson MS
- Astroloma pinifolium (R.Br.) Benth.
- Astroloma recurvum A.J.G.Wilson MS
- Astroloma serratifolium (DC.) Druce
- Astroloma stomarrhena Sond.
- Astroloma tectum R.Br.
- Astroloma xerophyllum (DC.) Sond.